# Radovna (Gorje)
Radovna is een plaats in Slovenië en maakt deel uit van de gemeente Gorje in de NUTS-3-regio Gorenjska. De plaats telde 14 inwoners op 1 januari 2020.
Dichtbij is de kloof Pokljuška soteska.